# スパンタニアス・エクスタシー
スパンタニアス・エクスタシー（Spantaneeus Xtasy、1965年2月5日 – ）は、アメリカ合衆国のポルノ女優。アーバンXアワード殿堂のメンバーである。551回の連続性行為を行なったとして、ギャングバングの世界記録を短期間保持していた。

## 来歴
1965年2月5日、ペンシルベニア州フィラデルフィアに出生名シャロン・ジョンソン（Sharon Johnson）として生まれる。アフリカ系アメリカ人とフィリピン人のルーツを持つ。1994年、29歳のときに映画『Swedish Erotica 83』でポルノデビューを果たした。以来、Filmco Releasing、ヴィヴィッド・エンターテインメント、Video Team、Midnight Video、Heatwave、Legend Videoなどのスタジオ作品に出演している。

### ギャングバング世界記録
1998年、500人によるギャングバングに参加し、10時間で251回男性とセックスしたとされるアナベル・チョンの連続ノンストップ・セックスのギネス世界記録を破ろうとした。これを記録したビデオ『Spantaneeus Xtasty 551』はジム・パワーズが監督し、ハートウェーヴ・ビデオ・スタジオからリリースされた。司会者はポルノ男優のロン・ジェレミーでギャングバングにも参加している。このビデオには、男優のデヴリン・ウィード、デイブ・ハードマン、女優のオブセッション、アリッサ・アリュール、キラ・ロドリゲス、ミラ、キャンディ・アップルズも出演している。スパンタニアス・エクスタシーは551回連続で男性とセックスをしてアナベルの記録を破ったとされる。翌年、ヒューストンはメトロスタジオが公開したビデオ『The World's Biggest Gang Bang III – The Houston 620』で、620回連続で男性とセックスしたとして再び記録を塗り替えた。

### 一般への露出
彼女は『ジェニー・ジョーンズ・ショー』、『ハワード・スターン・ショー』、『モーリー・ショー』などのアメリカのトーク番組や、ヨーロッパや南アメリカの数多くの番組で取り上げられてきた。1996年、サスペンス映画『連鎖犯罪/逃げられない女』に出演。

## 受賞
- 2011年 アーバンXアワード殿堂顕彰[8]